# Hercostomus morenae
Hercostomus morenae är en tvåvingeart som först beskrevs av Gabriel Strobl 1899.  Hercostomus morenae ingår i släktet Hercostomus och familjen styltflugor. Inga underarter finns listade i Catalogue of Life.